# Piet Bleeker

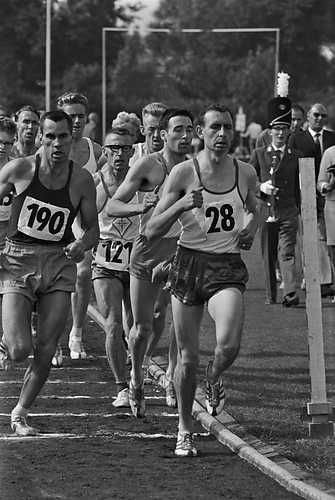
Piet Bleeker (midden, met nr. 121) in actie op de 10.000 m tijdens de NK in 1964.

Piet Bleeker (Heerhugowaard, 27 augustus 1928 – Beverwijk, 31 januari 2018) was een Nederlandse langeafstandsloper, die gespecialiseerd was in de marathon. Hij werd viermaal Nederlands kampioen in deze discipline. Daarnaast veroverde hij ook nog een tweetal nationale titels op de 25 km.

## Loopbaan

### Start atletiekloopbaan
Bleeker startte met de atletieksport in 1951 door zich aan te melden bij het Alkmaarse Olympus. In 1956 volgde overschrijving naar AV Lycurgus in Krommenie, omdat daar de atletiekfaciliteiten beter waren en omdat hij werkzaam was in de linoleumfabriek aldaar. Hij leerde er tevens zijn toekomstige echtgenote, Jo Duijn, kennen. Door zijn huwelijk en verhuizing naar Beverwijk liet hij zich vervolgens per 1 januari 1962 overschrijven naar het Beverwijkse DEM.

### Limiet voor Spelen gehaald, maar niet uitgezonden
Zijn eerste aansprekende prestatie leverde Piet Bleeker in 1955, toen hij als tweede finishte op het Nederlands kampioenschap op de 25 km achter Janus van der Zande. In 1956 liep hij, nadat hij eerder dat jaar zowel Nederlands kampioen was geworden op de 25 km als op de marathon, op 6 oktober 1956 een marathon in Zaandam, die hij in 2:34.16 won. Het bijzondere hieraan was, dat hij met deze prestatie binnen de kwalificatielimiet van 2:35.00 was gebleven voor de Olympische Spelen in Melbourne. Toch werd hij niet geselecteerd voor Melbourne, omdat de prestatie was geleverd na afloop van de periode die als kwalificatieperiode was vastgesteld. Achteraf kan Bleeker zich gelukkig prijzen dat hij niet naar Melbourne mocht afreizen, want zoals bekend werd op 7 november 1956 door het NOC besloten om de Spelen van Melbourne te boycotten in verband met de inval van de Sovjet-Unie in Hongarije en de daarop volgende bloedige strijd in de straten van Boedapest. De Nederlandse delegatie die inmiddels naar Melbourne was afgereisd, moest door deze maatregel onverrichter zake huiswaarts keren. Deze teleurstelling is Bleeker zodoende bespaard gebleven.

### Marathontitel geprolongeerd door winst in Enschede
In 1957 was de marathon van Enschede tevens het strijdtoneel voor de Nederlandse titel. Bleeker slaagde er hier niet alleen in om zijn nationale marathontitel te prolongeren, hij won ook de wedstrijd. Hiermee was hij de eerste Nederlander die dit op deze marathon presteerde.

### Deelname aan EK
In 1958 kwam Bleeker uit op de marathon bij de Europese kampioenschappen in Stockholm. In deze door de Rus Sergej Popov in 2:15.17 gewonnen wedstrijd finishte hij als 21e in 2:38.45,6. Enkele weken daarvoor had hij tijdens een 20 km-loop in Gouda het Nederlandse record op de 10 Engelse mijl op 51.50,8 gesteld. In oktober van dat jaar bleek hij vervolgens oppermachtig tijdens het NK 25 km in 's-Hertogenbosch, bij welke gelegenheid hij tevens het Nederlandse record op de 25 km van Janus van der Zande van 1:21.59,6 bijstelde tot 1:21.13,4.

### Tweemaal brons op NK baan
Hoewel Bleekers grootste kracht op de langere afstanden op de weg lag, slaagde hij er niettemin in om enkele malen het podium te halen op Nederlandse baankampioenschappen. Zo werd hij zowel in 1956 als in 1959 derde op de 10.000 m. In 1957 viel hij met een vierde plaats net buiten de prijzen.
Na zijn sportcarrière ging Bleeker bij DEM aan de slag als coach.

## Nederlandse kampioenschappen
| Onderdeel | Jaar                   |
| --------- | ---------------------- |
| 25 km     | 1956, 1958             |
| marathon  | 1956, 1957, 1958, 1959 |

## Persoonlijke records
Baan
| Onderdeel | Prestatie | Datum        | Plaats    |
| --------- | --------- | ------------ | --------- |
| 10.000 m  | 31.30,6   | 28 juni 1959 | Antwerpen |

Weg
| Onderdeel    | Prestatie         | Datum           | Plaats              |
| ------------ | ----------------- | --------------- | ------------------- |
| 10 Eng. mijl | 51.50.8           | 2 augustus 1958 | Gouda               |
| 20 km        | 1:05.53.8         | 30 april 1959   | Alphen aan den Rijn |
| 25 km        | 1:21.13,4 (ex-NR) | 19 oktober 1958 | 's-Hertogenbosch    |
| 30 km        | 1:43.13.8         | 22 mei 1960     | Gronau              |
| marathon     | 2:32.56,4 (ex-NR) | 11 oktober 1959 | Košice              |

## Palmares

### 10.000 m
- 1956: 5e Interl. België-Ned. - 32.42,8
- 1956:  NK - 32.35,8
- 1957: 5e Interl. België-Ned. – 32.44,0
- 1957: 4e NK - 33.37,2
- 1958:  Interl. Ned.-België - 30.58,2
- 1959: 4e Interl. België-Ned. - 31.30,6
- 1959:  NK - 31.51,0
- 1959:  Interl. Frankrijk B-Ned. - 32.10,6
- 1960: 6e Interl. Zwitserland-Ned.-België – 32.22,8
- 1964: 6e NK - 32.19,0

### 20 km
- 1959:  20 van Alphen - 1:05.53,8

### 25 km
- 1955:  NK - 1:19.55,0
- 1956:  NK - 1:26.11,5
- 1957: DNF NK
- 1958: 5e Dwars door Berlijn - 1:23.04
- 1958:  NK - 1:21.13,4 (NR)
- 1959:  NK - 1:25.51,0
- 1960: 8e NK - 1:31.36,0
- 1961:  NK - 1:22.09,2

### 30 km
- 1960: 6e Interl. Duitsland-Ned. 30 km te Gronau – 1:43.13,8
- 1961: 10e Interl. Zwitserland-Ned. Duitsland-Oostenrijk te Locarno - 1:50.19,0

### marathon
- 1956:  NK in Amsterdam - 2:42.35
- 1957:  NK in Enschede - 2:32.39 (1e overall)
- 1958:  NK in Zaandam - 2:29.39 (2e overall)
- 1958: 21e EK in Stockholm - 2:38.45,6
- 1958: 16e marathon van Kosice - 2:39.15
- 1959: 9e Zeslandenontmoeting te Duisburg - 2:51.24,4
- 1959:  NK in Enschede - 2:35.58 (4e overall)
- 1959: 11e marathon van Kosice - 2:32.56,4
- 1962:  NK in Hilversum - 2:38.40,8

### veldlopen
- 1954: 10e NK (korte cross = 5000 m)

## Onderscheidingen
- Unie-erekruis in brons van de KNAU - 1994